# پلیس بورلی هیلز ۳
پلیس بورلی هیلز ۳ (به انگلیسی: Beverly Hills Cop III) فیلمی کمدی-پلیسی محصول سال ۱۹۹۴ آمریکا به کارگردانی جان لندیس است. این فیلم سومین قسمت از سری فیلمهای پلیس بورلی هیلز است. در این فیلم بازیگرانی همچون ادی مورفی، جاج رینهولد، هکتور الیزوندو، ترزا رندل، استیفن مک‌هتی، برانسون پینچوت، آلن یونگ، گیل هیل، جاون تنی، جوئی تراولتا و جان ساکسون ایفای نقش کرده‌اند.